# Rio Sever

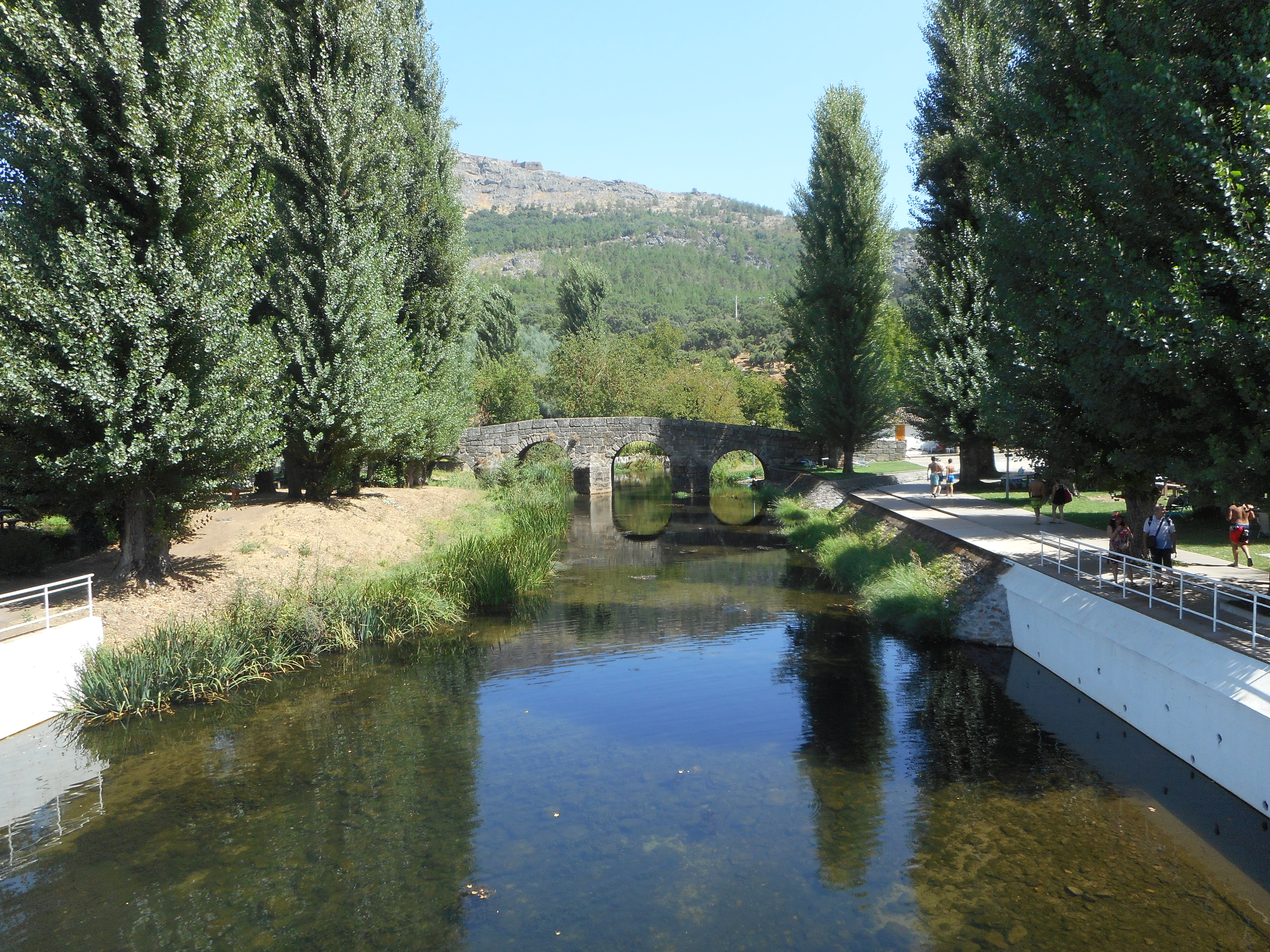
Rio Sever (Portagem, São Salvador de Aramenha, Marvão)

Sever é um rio do estremo leste de Portugal, que constitui parte da fronteira do distrito de Portalegre com Espanha. Nasce na Serra de São Mamede, recebe água de afluentes vindos de Espanha e une-se ao Tejo na barragem de Cedillo, no fim do troço internacional do Tejo.

## Afluentes
- Rio Alburell